# Chiesa dei Santi Simone e Giuda (Vetulonia)
La chiesa dei Santi Simone e Giuda è un edificio situato a Vetulonia, nel comune di Castiglione della Pescaia, in provincia di Grosseto.

## Storia
La chiesa è ricordata sin dal secolo XI come proprietà dell'abbazia di San Bartolomeo di Sestinga. Successivamente a partire dalla metà del XIII secolo è attestata come dipendente dalla pieve di Buriano. La lapide, posta sul lato destro della facciata, informa che nel 1334 fu elevata a parrocchia.

## Descrizione
L'edificio è frutto di successivi rimaneggiamenti che hanno pressoché cancellato la struttura romanica. Nel corso di un intervento nei primi anni del XX secolo, la facciata è stata rialzata.
L'interno è a navata unica con copertura a capanna.